# 拉沙佩勒克拉奈斯
拉沙佩勒克拉奈斯（法語：La Chapelle-Craonnaise，法語發音：[la ʃapɛl kʁanɛz]）是法国马耶讷省的一个市镇，位于该省西南部，属于贡捷堡区。

## 地理
拉沙佩勒克拉奈斯（47°53'56"N, 0°54'56"W）面积10.32 平方千米，位于法国卢瓦尔河地区大区马耶讷省，该省份为法国西北部内陆省份，北起芒什省和奧恩省，西接伊勒-维莱讷省，南至曼恩-卢瓦尔省，东临萨尔特省。
与拉沙佩勒克拉奈斯接壤的市镇（或旧市镇、城区）包括：阿泰、德纳泽、桑普莱、科塞勒维维安、科姆。
拉沙佩勒克拉奈斯的时区为UTC+01:00、UTC+02:00（夏令时）。

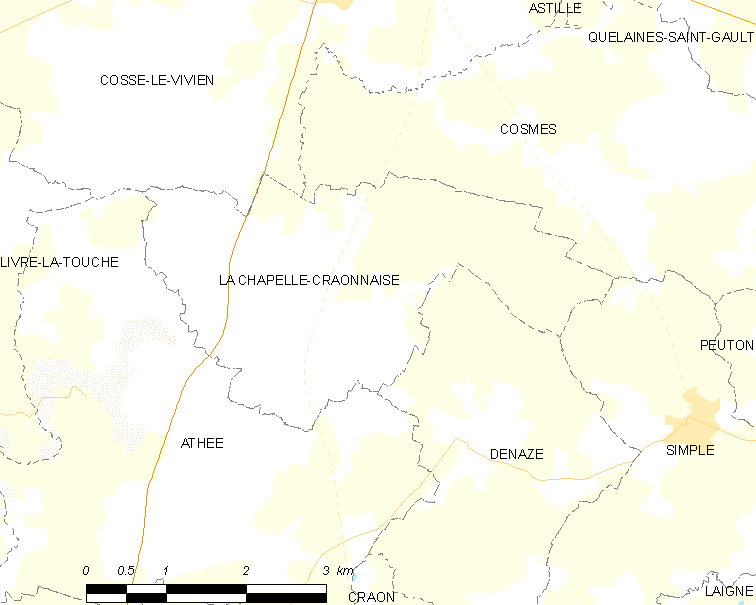
拉沙佩勒克拉奈斯的OSM定位图

## 行政
拉沙佩勒克拉奈斯的邮政编码为53230，INSEE市镇编码为53058。

## 政治
拉沙佩勒克拉奈斯所属的省级选区为科塞勒维维安县。

## 人口

1962-2008年间拉沙佩勒克拉奈斯人口变化图示

拉沙佩勒克拉奈斯于2022年1月1日时的人口数量为315人。